# Jablonewka (Kaliningrad)
Jablonewka (russisch Яблоневка, deutsch Lichtenhagen) ist ein Ort in der russischen Oblast Kaliningrad. Er gehört zur kommunalen Selbstverwaltungseinheit Stadtkreis Gurjewsk im Rajon Gurjewsk.

## Geographische Lage
Die Ortschaft liegt in der historischen Region Ostpreußen, etwa 13 Kilometer südlich der Stadt Kaliningrad (Königsberg).

## Geschichte

Lichtenhagen, südwestlich von Königsberg und westlich der Stadt Brandenburg am Frischen Haff, auf einer Landkarte von 1910

Das ehemals Lichtenhagen genannte Dorf ist eine Gründung des Konturs von Brandenburg (Frisches Haff) (heute russisch: Uschakowo) aus dem Jahre 1304. Zwischen 1874 und 1945 war der Ort in den Amtsbezirk Waldburg (russisch: Pribreschny) eingegliedert und gehörte somit dem Landkreis Königsberg (Preußen) (ab 1939 Landkreis Samland) im Regierungsbezirk Königsberg der preußischen Provinz Ostpreußen.
Nach Einstellung der Kampfhandlungen des Zweiten Weltkrieges im Frühjahr 1945 wurde  Lichtenhagen zusammen mit der nördlichen Hälfte Ostpreußen von der Sowjetunion in eigene Verwaltung genommen. Im Jahr 1950 erhielt der Ort die russische Bezeichnung Jablonewka und wurde gleichzeitig dem Dorfsowjet Zwetkowski selski Sowet im Rajon Kaliningrad zugeordnet. Später gelangte der Ort in den Nowomoskowski selski Sowet im Rajon Gurjewsk. Von 2008 bis 2013 gehörte Lablonewka zur Landgemeinde Nowomoskowskoje selskoje posselenije und seither zum Stadtkreis Gurjewsk.

### Einwohnerentwicklung
| Jahr | Einwohner |
| ---- | --------- |
| 1910 | 378       |
| 1933 | 304       |
| 1939 | 320       |
| 2002 | 410       |
| 2010 | 464       |

## Kirche

### Kirchengebäude
Während das ehemalige Pfarrhaus noch erhalten ist, finden sich von der Lichtenhagener Kirche nur noch Ruinenreste in Teilen der Außenmauern. Deutlich sichtbar jedoch ist noch die Inschrift im Eingangsbereich (Ich bin die Auferstehung und das Leben). Eine Nutzung für gottesdienstliche Zwecke ist nicht mehr möglich.

### Kirchengemeinde
Das Kirchdorf Lichtenhagen gehörte einstmals dem Großen Hospital im Löbenicht zu Königsberg (Preußen) (russisch: Kaliningrad), das 1349 mit diesem Dorf dotiert worden war. Damit unterstand Lichtenhagen der Inspektion des Königsberger Oberhofpredigers. Zuletzt war das Pfarrdorf mit seinem Kirchspiel jedoch in den Kirchenkreis Königsberg-Land I eingegliedert und lag damit in der Kirchenprovinz Ostpreußen der Evangelischen Kirche der Altpreußischen Union.
Heute liegt Jablonewka im Einzugsbereich der in den 1990er Jahren neu entstandenen Auferstehungskirchengemeinde in Kaliningrad (Königsberg). Sie ist Teil der Propstei Kaliningrad in der Evangelisch-lutherischen Kirche Europäisches Russland (ELKER).

### Kirchspielorte (bis 1945)
Zum evangelischen Kirchspiel Lichtenhagen gehörten bis 1945 die Orte:
| Deutscher Name | Russischer Name |  | Deutscher Name | Russischer Name |
| -------------- | --------------- |  | -------------- | --------------- |
| Bergau         | Zwetkowo        |  | Ragau          |                 |
| Gollau         | Poddubnoje      |  | Raulitt        |                 |
| Jäskeim        |                 |  | Seepothen      | Golubewo        |
| Kolbnicken     |                 |  | Waldpothen     |                 |
| Lichtenhagen   | Jablonewka      |  | Wangnicken     |                 |
| Ottilienhof    |                 |  | Wesdehlen      |                 |

### Pfarrer (bis 1945)
In der Zeit von der Reformation bis 1945 amtierten in Lichtenhagen 28 evangelische Geistliche:
| - Johann Körner, 1567 - David Finkelthaus, 1577–1682 - Johann Werner, 1583–1584 - Johann Wolter, 1587–1636 - Johann Becker, 1636–1653 - Michael Dreschckowius, 1654–1674 - Johann Zetcke, 1674–1677 - Johann Frobesius, 1677–1681 - Christoph Johann Tham, 1682–1700 - Jacob Dicker, 1700–1709 - Christian Meyer, 1719–1733 - Johann Martin Beyer, 1734–1747 - Anton Johann, 1747–1749 - Johann Friedrich Rebentisch, 1750–1756 | - Paul Christian Weiß, 1757–1764 - Benjamin Friedrich Zimmer, 1764–1796 - Johann Heinrich Bischoff, 1796–1819 - Johann Friedrich G. F. Schlakowski, 1820–1828 - Carl Eduard Stoboy, 1828–1869 - Carl Heinrich Fr. Schröder, 1869–1882 - Carl Rudolf Matthes Haase, 1882–1885 - Louis Richard Otto Fünfstück, 1886–1893 - Paul Johannes Glage, 1894–1905 - Ferdinand Walter Karl Lubenau, 1905–1909 - Reinhold Naubereit, 1909–1924 - Kurt Heilbronn, 1924–1931 - Friedrich Rink, 1931–1943 - Erwin Grzybowski, 1943–1945 |

### Kirchenbücher
Zahlreiche Kirchenbücher des Kirchspiels Lichtenhagen haben sich erhalten und werden heute im Evangelischen Zentralarchiv in Berlin-Kreuzberg aufbewahrt:
- Taufen: 1843 bis 1944
- Konfirmationen: 1895 bis 1944
- Trauungen: 1843 bis 1944
- Beerdigungen: 1843 bis 1945.

## Verkehr
Am südöstlichen Ortsrand führt die Autobahn Berlinka vorbei. Durch Jablonewka verläuft die Kommunalstraße 27K-090, die Kaliningrad und Golubewo (Seepothen) mit Polewoje (Mahnsfeld) und Pobeda (Arnsberg) bzw. Maiskoje (Groß Bajohren, 1938–1946 Baiersfelde) verbindet. 
Die nächste Bahnstation ist Golubewo an der Bahnstrecke Kaliningrad–Mamonowo, einem Abschnitt der ehemaligen Preußischen Ostbahn.